# Nierównomierna szerokość słojów rocznych

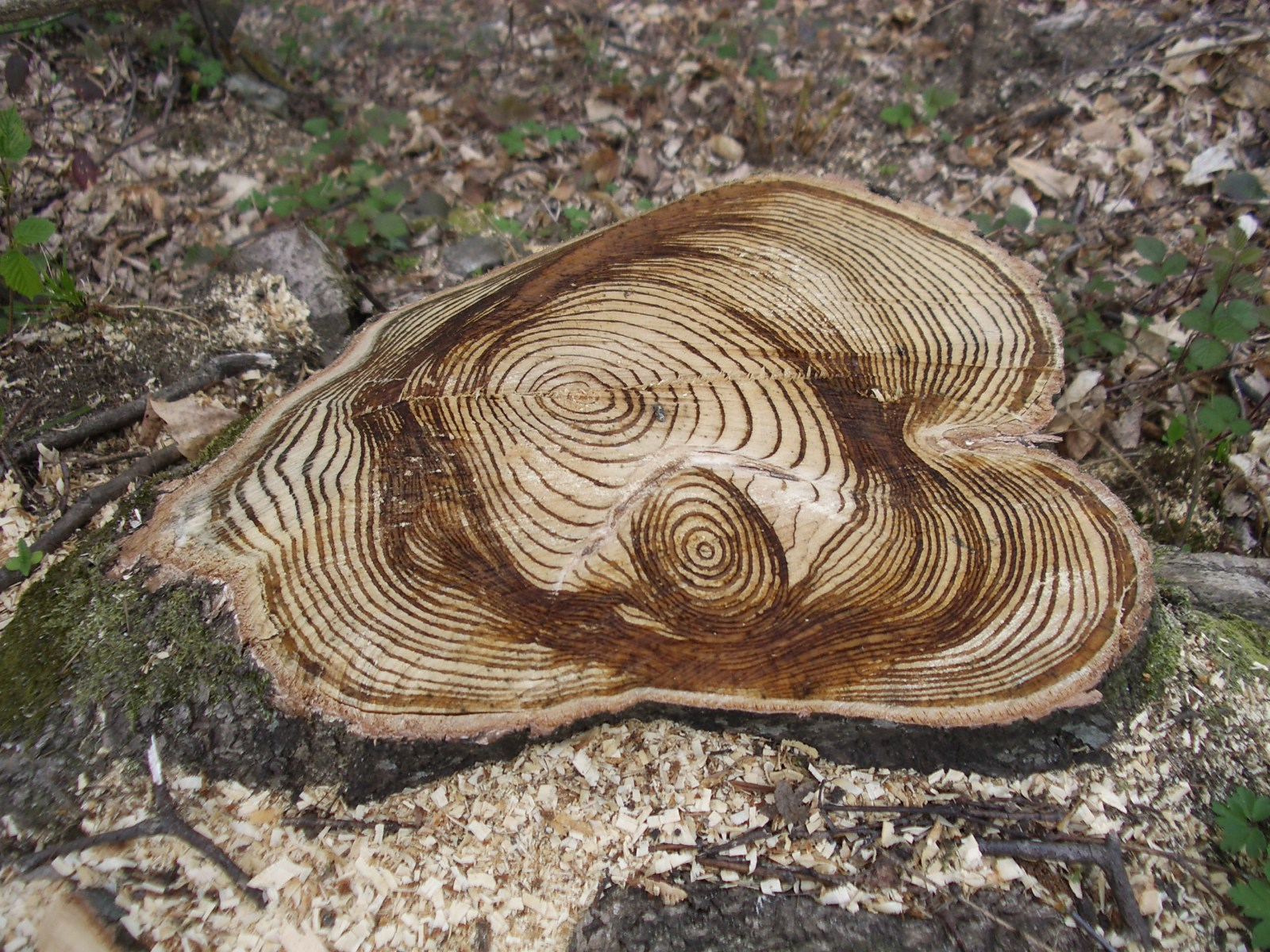
Przekrój pnia z widoczną nierównomiernością szerokości słojów rocznych.

Nierównomierna szerokość słojów rocznych – wada drewna z grupy wad budowy, jest to często występująca wada drewna różnych gatunków drzew, polegająca na wyraźnej różnicy między szerokością pojedynczych słojów rocznych lub grupowo.
Wada ta powoduje podczas wysychania drewna okrągłego tworzenie się pęknięć okrężnych w następstwie odmiennej kurczliwości drewna wąskosłoistego i szerokosłoistego. Stanowi ona poważną wadę surowca drzewnego przeznaczonego do produkcji instrumentów muzycznych (pudła rezonansowe np. gitar) ze względu na odmienną przewodność akustyczną drewna.
Wada widoczna jest przede wszystkim na przekroju poprzecznym drewna. Nierównomierności słojów rocznych często towarzyszy falisty lub zawiły układ włókien powodujący dodatkowe osłabienie tego drewna przy zginaniu i rozciąganiu w kierunku wzdłużnym, z drugiej strony jednak przyczynia się do zwiększenia wytrzymałości na ścinanie i udarności. Falisty układ włókien widoczny jest na materiałach przetartych na przekrojach podłużnych drewna. 
Nierównomierna szerokość słojów rocznych występuje bardzo często w drewnie pozyskanym z drzewostanów zaniedbanych pielęgnacyjnie. Gdy z cięciami pielęgnacyjnymi wkracza się zbyt rzadko i przeprowadza się je zbyt intensywnie, pojawianie się tej wady jest regułą.
Pomiaru nierównomierności szerokości słojów rocznych dokonuje się jedynie przy ocenie drewna o specjalnym przeznaczeniu, np. dla drewna rezonansowego (w strefie rezonansowej przeprowadza się pomiar szerokości słojów rocznych na dwóch sąsiednich centymetrach tego samego promienia).